# ベレムナイト
ベレムナイト（Belemnites、またはベレムナイト類：Belemnitida）は白亜紀末に絶滅した軟体動物門・頭足綱の一分類群である。形態的には現生のイカに類似している。
ベレムナイトは体の背部から先端にかけて鏃（やじり）型の殻を持っていた。この殻の形状に由来し、ベレムナイトの化石を矢石（やいし、箭石）と呼ぶ事もある。同様に、明治期にはその形状から「天狗ノ爪介」「天狗爪貝」と呼ばれることもあった。

## 分類

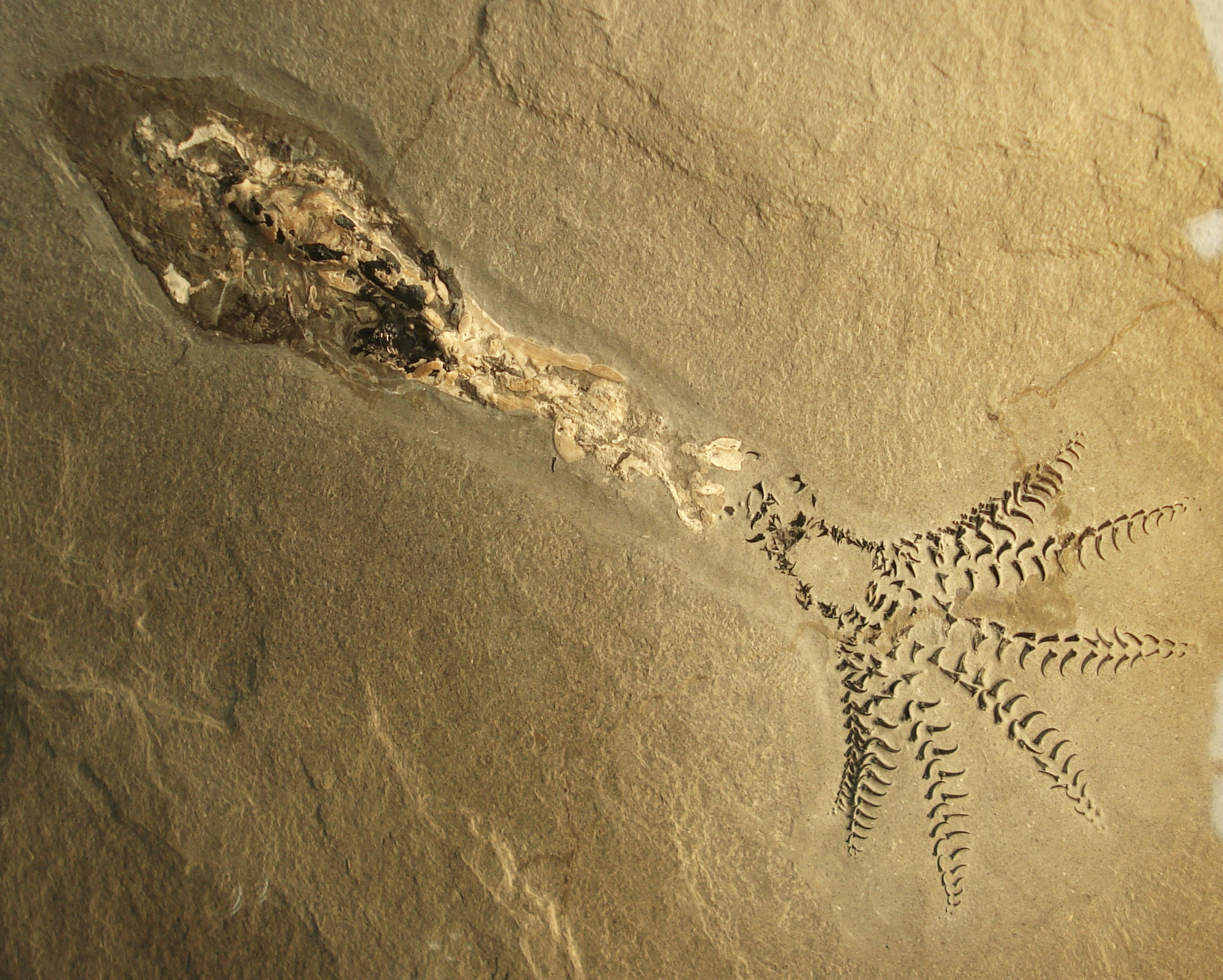
Diplobelidaに含まれる一種、Clarkeiteuthis conocauda（以前はPhragmoteuthisの一種とされPhragmoteuthidaに含まれていた）

ベレムナイト目はBelemnoideaというデボン紀に出現した上目に含まれる。この上目には他にもAulacocerida、Phragmoteuthida、Diplobelidaの3目が含まれる。その内ベレムナイト目は三畳紀前期に出現した。
ベレムナイト類の分類学的位置については諸説あり、現生のイカを含む十腕形上目には含まれないとする説、十腕形上目のステムグループとする説、タコがPhragmoteuthidaから、イカがDiplobelidaから進化し、ベレムナイト類はそれらの側系統群であるという説がある。

## 化石の産出

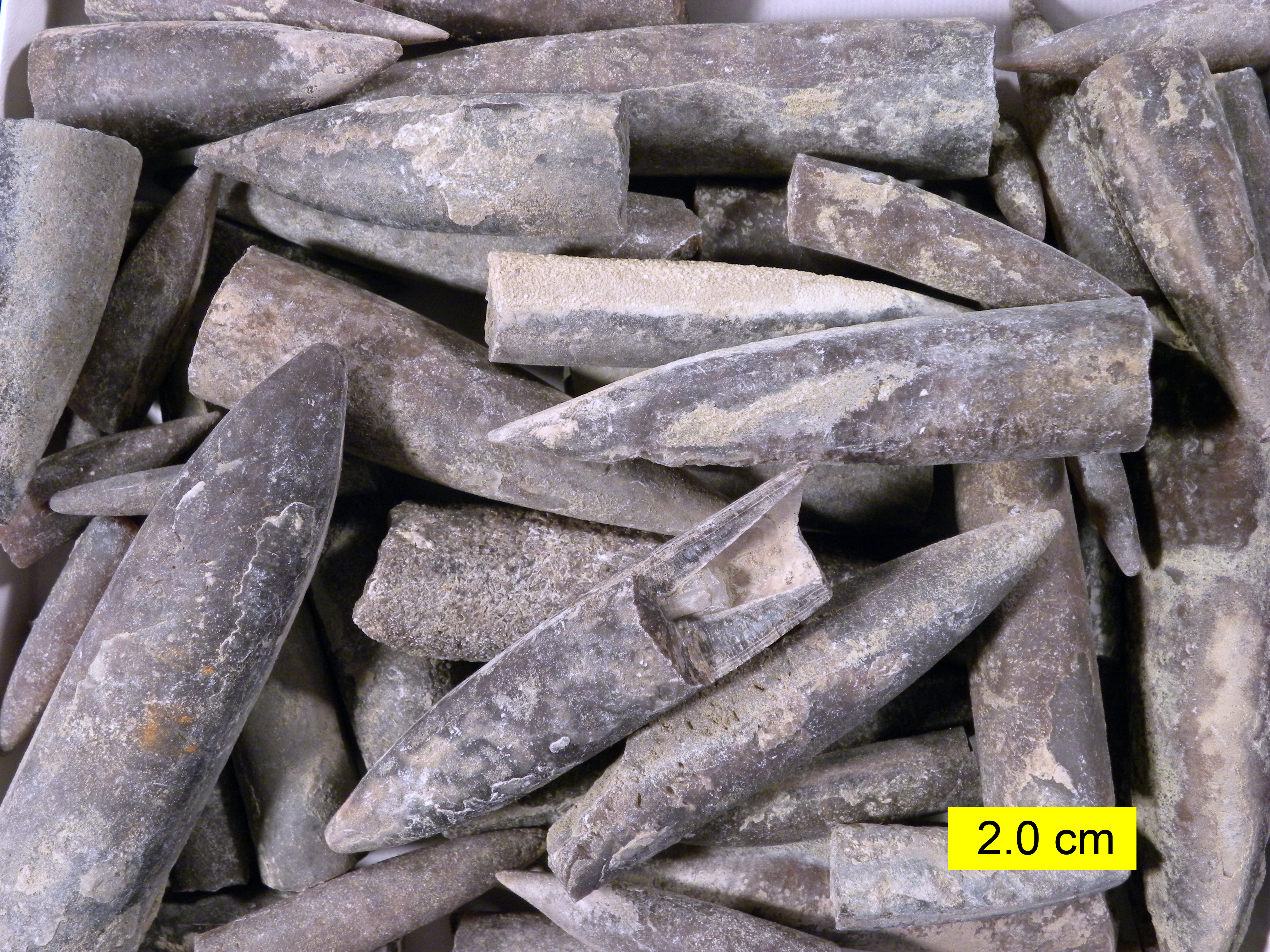
小型のベレムナイト化石（ヨーロッパ産）

ベレムナイト類の最古の化石記録は前期三畳紀から知られるTohokubelusであり、宮城県からその化石が産出した。また、ジュラ紀から白亜紀にかけて繁栄しており、中生代の海成層からアンモナイトと共に大量に産出する。絶滅の時期も、アンモナイトと同様に白亜紀の末期である（→ K-T境界）。
ベレムナイト類のいくつかの種、特にヨーロッパのチョーク層から産出するものは示準化石として重要であり、地質学者が地層の年代を決定するのによく用いる。日本国内では北上山地のジュラ紀-白亜紀の地層から産出するが、欧米に比べて産出は極めてまれである。

## ベレムナイトの殻
ベレムナイトの殻は生存時には外套膜に覆われ、実際には内骨格として機能していた。殻は鞘 (rostram)、房錘 (phragmocone)、前甲 (pro-ostracum) の3部分よりなる。鞘は体の末端部にあり、緻密な石灰質の塊であるため化石として残りやすい。房錘は内臓が入った外套腔のすぐ外側にあり、中空の円錐形をした構造である。現生のオウムガイと同様に、ベレムナイトは房錘の空洞内のガスと体液の比を調整することで浮力を得ていたらしい。前甲は背中側にうすく延びた構造で、現生のコウイカの殻と同様に軟体部を支えていた。
生時のベレムナイトが軟体部の後端にある房錘で浮力を生じると、軟体部は水より比重が大きいので頭が下を向いてしまう。しかし、さらに後ろにある鞘は中まで緻密に詰まった石灰質の硬い塊であるために比重が大きく、ここで浮力を相殺してバランスをとることができる。つまり遊泳時のベレムナイトには、房錘で上向きの、軟体部と鞘で下向きの力が働き、一種の天秤のような機構が姿勢の水平を保っていたと考えられている。
ベレムナイトの殻は方解石からなり、一般に化石としての保存状態が良い。殻の鞘の部分の断面には、放射状に伸びる方解石の結晶と同心円状の成長線が観察される。また殻は化学分析の試料に適しており、試料中の同位体比から生存時の古水温を復元する用途にもよく用いられる。アメリカ・サウスカロライナ州の Pee Dee 層から産出するベレムナイトは PDB（Pee Dee Belemnite）と呼ばれ、炭素同位体比（13Cと12Cの割合）の標準物質として利用されている。

## 殻以外の特徴

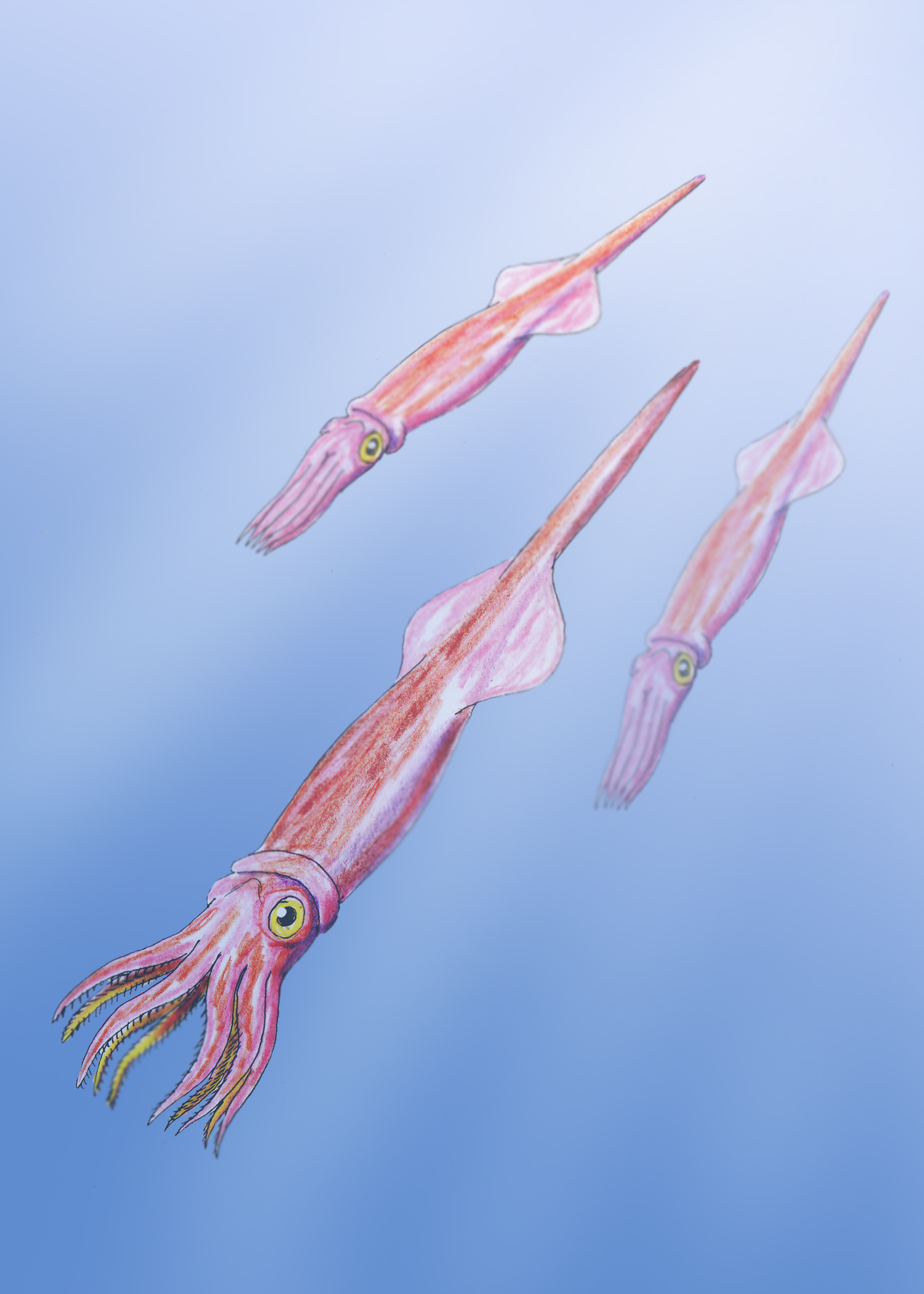

イギリスやドイツなどからは、軟体部の輪郭まできれいに保存されたベレムナイトの化石が見つかっている。それによると、ベレムナイトは殻に比べてはるかに大きな流線型の体と大きな眼を持っていた。また、現生のイカ類と同様に墨汁嚢はあったが、離れたところから射出するように伸びだして獲物を捕らえる触腕はなかった。
触手に吸盤を持っている現生のイカ類とは異なり、ベレムナイトは小さなフックを持っていた（現生のイカ類でも吸盤の縁には角質のぎざぎざしたリングが装着されているし、カギイカのようにフックをもつ種類も存在する）。ベレムナイトは獰猛な肉食動物で、小さなフックがついた触手で獲物を捕まえては、くちばし状の顎板で肉をむしって食べていた。当時の海棲爬虫類はベレムナイトを捕食しており、例えばイクチオサウルスの腹部からはベレムナイトのフックが大量に見つかっている。 